# Соликамская епархия
Солика́мская епа́рхия — епархия Русской православной церкви, объединяющая приходы и монастыри в северо-восточной части Пермского края (в границах городов краевого значения Александровск, Березники, Гремячинск, Губаха, Кизел, Соликамск и Чусовой, а также Горнозаводского, Красновишерского, Соликамского и Чердынского районов). Входит в состав Пермской митрополии.

## История
1 (14) июля 1916 года было создано Соликамское викариатство Пермской епархии. Учреждение в Соликамске викарной кафедры и назначение на неё викарного епископа изначально предусматривало, что в отсутствие Правящего Архиерея викарный епископ будет жить в Перми, в Архиерейском доме, управляя делами Пермской епархии и совершая богослужения. После 1933 года не замещалось.
19 марта 2014 года решением Священного Синода образована самостоятельная Соликамская епархия, территория которой была выделена из состава Пермской епархии. Одновременно включена в состав Пермской митрополии.

## Епископы
Соликамское викариатство Пермской епархии
- Сергий (Лавров) (1 (14) июля 1916 — 21 января (3 февраля) 1917) от назначения отказался
- Феофан (Ильменский) (26 февраля (11 марта) 1917 — 24 декабря 1918)
- Варлаам (Новгородский) (18 июня 1919 — 30 января 1920)
- Хрисанф (Клементьев) (12 февраля 1925 — 15 октября 1931)
- Глеб (Покровский) (8 июля 1932 — 29 июня 1933)

Соликамская епархия
- Мефодий (Немцов) (19 марта 2014 — 21 октября 2016) в/у, митрополит Пермский
- Зосима (Остапенко) (21 октября 2016 — 24 июля 2025)
- Мефодий (Немцов) (с 24 июля 2025) в/у, митрополит Пермский

## Благочиния
По состоянию на октябрь 2022 года епархия разделена на пять церковных округов:
- Березниковское благочиние
- Губахинское благочиние
- Монастырское благочиние
- Северное благочиние
- Чусовское благочиние

## Монастыри
- Соликамский Иоанно-Предтеченский Красносельский монастырь (женский)
- Соликамский Троицкий монастырь (мужской)[6]
- Усольский Преображенский монастырь[7] (женский)
- Чердынский Иоанно-Богословский монастырь (мужской)
- Чердынский Воскресенский монастырь (женский)[8]
- Казанская Трифонова пустынь[9] (женский)